# Sommerschafweide hinter dem Hockenden Stein, Auchtweide
Die Sommerschafweide hinter dem Hockenden Stein, Auchtweide ist ein vom Landratsamt Münsingen am 31. Mai 1955 durch Verordnung ausgewiesenes Landschaftsschutzgebiet auf dem Gebiet der Gemeinde Römerstein.

## Lage
Das nur 6,5 Hektar große Landschaftsschutzgebiet liegt etwa 350 m östlich des Römersteiner Ortsteil Donnstetten im Gewann Kanzel. Es handelt sich um die höchste Erhebung der Gemarkung Donnstetten. Es gehört zum Naturraum Mittlere Kuppenalb.

## Landschaftscharakter
Das Landschaftsschutzgebiet besteht zum größten Teil aus einem traditionell als Schafweide genutzten Magerrasen, der durch mächtige Weidebuchen geprägt wird. Im Westen befindet sich am Rande des Gebiets eine Lindenreihe mit 15 Bäumen. Der Hockende Stein, ein charakteristisch geformter Felsen, liegt im Süden des Gebiets. Auf der Kanzel finden sich weitere Felsformationen.

## Zusammenhängende Schutzgebiete
Die Lindenreihe, einige Weidbuchen, das Felsensemble Kanzel und der Hockende Stein sind als Naturdenkmale ausgewiesen, letztere beide auch als geschützter Geotop. Das Gebiet gehört zum FFH-Gebiet Kuppenalb bei Laichingen und Lonetal und zur Pflegezone des Biosphärengebiets Schwäbische Alb.